# Antonio Martiánez
Antonio Martiánez (n. España; 1894-f. Buenos Aires, Argentina; 1971) fue un primer actor y recitador español que hizo su extensa carrera en Argentina.

## Carrera
Martiánez fue un primer actor de la escena nacional argentina. Nacido en España, desarrolló su carrera cinematográfica en Argentina desde 1945, conde compartió escenas con eximias figuras de la talla de Carlos Perelli, Angelina Pagano, Nini Marshall, Pascual Pelliciota, Fanny Navarro, Carlos Lagrotta, Aída Luz, Perla Mux, Liana Noda, Antonia Herrero, Nelly Panizza, Alba Castellanos, entre otros.
En 1931, Martiánez, había filmado una película española junto a la actriz Iiosita Moreno titulada El hombre que asesinó.

### Filmografía
- 1931: El hombre que asesinó
- 1945: Villa Rica del Espíritu Santo
- 1947: Una mujer sin cabeza
- 1948: Recuerdos de un ángel
- 1950: Historia de una noche de niebla
- 1951: La mujer del león
- 1951: De turno con la muerte
- 1952: La niña de fuego
- 1952: ¡Qué rico el mambo!
- 1953: Las tres claves
- 1954: El grito sagrado
- 1955: La Quintrala, doña Catalina de los Ríos y Lisperguer
- 1955: Ensayo final
- 1955: La cigüeña dijo ¡Sí!
- 1957: Historia de una carta
- 1963: Placeres conyugales
- 1964: Ritmo nuevo, vieja ola
- 1964: Extraña ternura
- 1965: La pérgola de las flores
- 1966: El ojo que espía
- 1968: Operación San Antonio[3]

### Televisión
- 1961: La importancia de llamarse Ernesto.[4]
- 1965: Teatro del sábado, junto a Lola Membrives.

### Teatro
En España, en 1922 formó su propia compañía teatral con la actriz Amalia Isaura, integrada por las primeras actrices Mercedes Nieto, Concha Aznar, Margarita Robles y Adela Cantos, y los primeros actores Arturo Romero, Fortunato García y Mariano Azaña, presentando obras como La raza, El condado de Mairena y El adversario, ambas de Linares Rivas.
Martiánez se destacó en numerosas obras como:
- Yerma (1963)
- La discreta enamorada (1965)
- El retablo de maravillas (1965)
- El lindo Don Diego (1965)
- Don Juan Tenorio (1966), dirigida por Manuel Benítez Sánchez[5]
- La verdad sospechosa (1968), de Ruiz de Alarcón[6]